# 切尔奈伊
切尔奈伊，是匈牙利包尔绍德-奥包乌伊-曾普伦州所辖的一个村。总面积20.62平方公里，总人口802，人口密度38.9人/平方公里（2011年1月1日）。